# Xylotrechus australis
Xylotrechus australis là một loài bọ cánh cứng trong họ Cerambycidae.